# Celtic Woman: A Celtic Family Christmas
Celtic Woman: A Celtic Family Christmas – album powstały przy współpracy zespołu Celtic Woman oraz The High Kings. Wydany 14 października 2008 roku. Album zawiera występy wokalistek Chloë Agnew, Lisa Kelly, Órli Fallon, Méav Ní Mhaolchatha oraz skrzypaczki Máiréad Nesbitt. Żaden z zawartych na albumie otworów nie został wcześniej wydany, jest to drugi album o tematyce bożonarodzeniowej wydany przez grupę. Wersja utworu Carol of the Bells śpiewana jest przez wszystkie wokalistki, w przeciwieństwie do oryginalnego wydania z albumu Celtic Woman: A Christmas Celebration, gdzie utwór zagrała na skrzypcach Máiréad Nesbitt.

## Lista utworów
| Nr | Tytuł                           | Wykonawca                                                                  | Czas  |
| -- | ------------------------------- | -------------------------------------------------------------------------- | ----- |
| 1. | "Carol of the Bells"            | Chloë Agnew, Órla Fallon, Lisa Kelly, Máiréad Nesbitt, Méav Ní Mhaolchatha | 03:36 |
| 2. | "The First Noel"                | Chloë Agnew, Órla Fallon, Lisa Kelly, Méav Ní Mhaolchatha                  | 03:55 |
| 3. | "In The Bleak Midwinter"        | Máiréad Nesbitt                                                            | 02:43 |
| 4. | "Jesu Joy of Man's Desiring"    | Chloë Agnew, Órla Fallon, Máiréad Nesbitt, Méav Ní Mhaolchatha             | 04:13 |
| 5. | "Driving Home for Christmas"    | The High Kings                                                             | 03:31 |
| 6. | "Santa Claus is Coming to Town" | The High Kings                                                             | 03:35 |